# توین اووک (اکلاهما)
توین اووک(به انگلیسی: Twin Oaks) شهری در ایالت اکلاهما کشور ایالات متحده آمریکا است که جمعیت آن در سرشماری سال ۲۰۱۰ میلادی، ۱۹۸ نفر بوده‌است.